# Blas de Otero
Blas de Otero Muñoz (Bilbao, 15 de març de 1916 - Majadahonda, 29 de juny de 1979) fou un poeta basc en llengua castellana, de l'anomenada poesia social. Es decantà cap a una poesia compromesa, el tema de la qual és el problema d'Espanya. Va rebre el Premi de la Crítica de Poesía en llengua castellana l'any 1959.

## Vida
Nascut a Bilbao, estudià als jesuïtes i posteriorment Dret. Per la mort del seu pare, hagué d'ocupar-se de mantenir la seva família, tasca que compaginava amb l'escriptura malgrat el seu rebuig a les feines establertes). Aquesta situació s'uní al seu caràcter depressiu i una pèrdua de la fe i li provocà diverses crisis, que fins i tot el portaren a ingressar voluntàriament en un sanatori.
Políticament, s'apropà al socialisme, amb reconeixements a la Xina, Cuba i l'URSS i censura parcial dels seus poemaris a Espanya. Aquesta militància el portà a oposar-se al franquisme i a denunciar l'asfíxia existent al règim.

## Carrera poètica
La crítica acostuma a dividir la seva obra en tres etapes: religiosa, existencial i social. La primera etapa està marcada per una religiositat mística, com es veu a Cántico espiritual, un poema plantejat com un diàleg amorós amb la divinitat en la línia del bíblic Càntic dels Càntics i en el qual comença a aparèixer l'angoixa pròpia de l'autor, en constatar que és impossible una unió autèntica amb Déu.
El 1950 publicà Ángel fieramente humano, segons ell el seu primer poemari digne de menció, que inaugura l'etapa propera a l'existencialisme. En aquests poemes la pèrdua de la fe es veu substituïda per una cerca del sentit de la vida en els altres i en la pròpia consciència, pensament que aprofundirà en Redoble de conciencia i Ancia, on inicià una certa experimentació formal.
Pido la paz y la palabra és l'obra més representativa de la tercera etapa, on el compromís de l'autor és l'eix que vertebra els poemes, amb una càrrega ideològica més gran i elements de la cultura popular.

## Obres
- Cántico espiritual (1942).
- Angel fieramente humano (1950)
- Redoble de conciencia (1951)
- Pido la paz y la palabra (1955).
- Ancia (1958)
- En Castellano (1959)
- Que trata de España (1964).
- A modo de antología (1969)
- Historias fingidas y verdaderas (1970).
- Todos mis sonetos (1977)